# Pico Perdiguero
El pico Perdiguero (francés: Pic de Perdiguère) es una cumbre de los Pirineos, situada entre Aragón y Alto Garona, como frontera divisoria entre España y Francia.
Tiene tres vías principales de ascensión: La que parte desde el Barranco de Literola, la que se inicia en el Valle de Estós y la que asciende en el Valle de Remuñe. 
Desde su cumbre hay una amplia visión del Pirineo oscense y francés. Y del macizo de la Maladeta y Posets

## Primera ascensión
Su cumbre fue alcanzada por primera vez en 1817 por Friedrich Parrot y Pedro Barrau. Tiene una altitud de 3222 m s. n. m.
La ascensión desde Literola es larga pero no técnica, pasando por el Ibonet de Literola e Ibon Blanco. Después se sube por la famosa pedrera que lleva al Hito Este del Perdiguero 3150 m s. n. m. Después siguiendo la cresta se llega cómodamente al Pico Perdiguero 3222 m s. n. m.
La ascensión desde Remuñe no presenta tampoco ninguna dificultad ya que es un valle amplio y hermoso . Después de pasar el Ibonet de Remuñe el valle se encajona para después ampliarse en los llamados Arenals.
Desde aquí siguiendo los hitos o cairns que se desvían hacia la izquierda de la pedrera. Se llega al portal de Remuñe junto a la Forca de Remuñe. Desde aquí se desciende hasta el Ibón Blanco y se conecta con la ruta que viene de Literola.
La ascensión desde Francia parte desde las Granjes de astau y asciende por el transitado camino que asciende hasta el Lago de Oo. La ascensión continúa hasta llegar al lago de Eapingo, en sus orillas se encuentra el refugio del mismo nombre. 
La ascensión transcurre por una calzada romana y en poco tiempo se alcanza el Refugio Jean Arlaud o Portillón, junto al Lago del Portillón de Oo. Aquí conviene hacer noche en el refugio para afrontar a la mañana siguiente la ascensión. La senda cruza la presa y rodea el por el margen izquierdo, desde aquí se busca el collado superior de Literola, una vez en el, se asciende por unas trepadas de grado I+ hasta coronar el pico Perdiguero a 3222 m s. n. m. Desde aquí se puede ir al perdiguero Oeste u Oriental.